# جوك بلاكوود
جوك بلاكوود (بالإنجليزية: Jock Blackwood)‏ هو لاعب اتحاد الرغبي أسترالي، ولد في 26 أغسطس 1899 في Mona Vale, New South Wales ‏ في أستراليا، وتوفي في 1979.